# Plesanemma fucata
Espèce
Plesanemma fucata est une espèce d'insectes lépidoptères (papillons) de la famille des Geometridae qui vit dans la moitié sud de l'Australie.
Il a une envergure de 40 mm.
Sa larve vit sur des Eucalyptus.

## Galerie

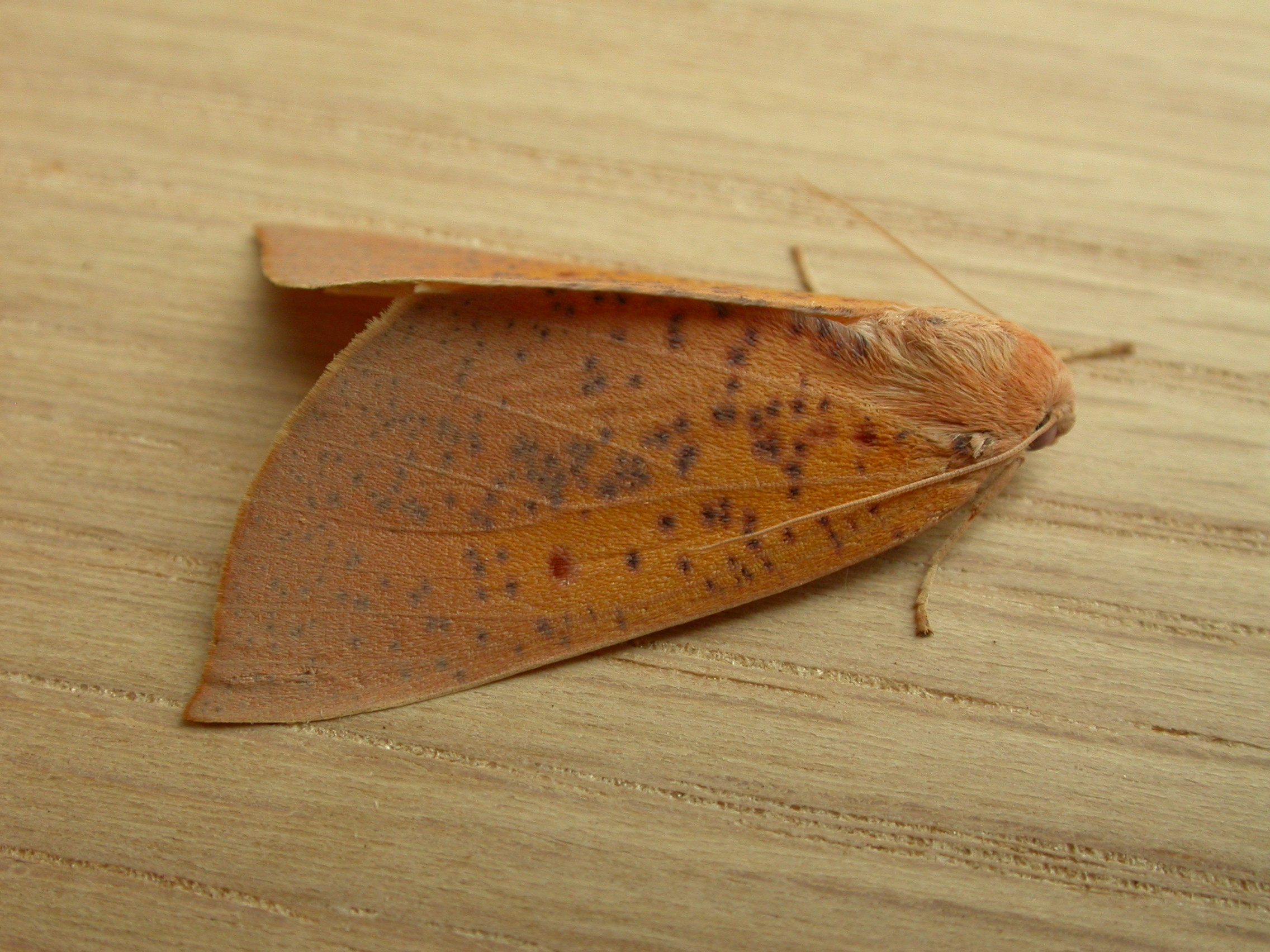
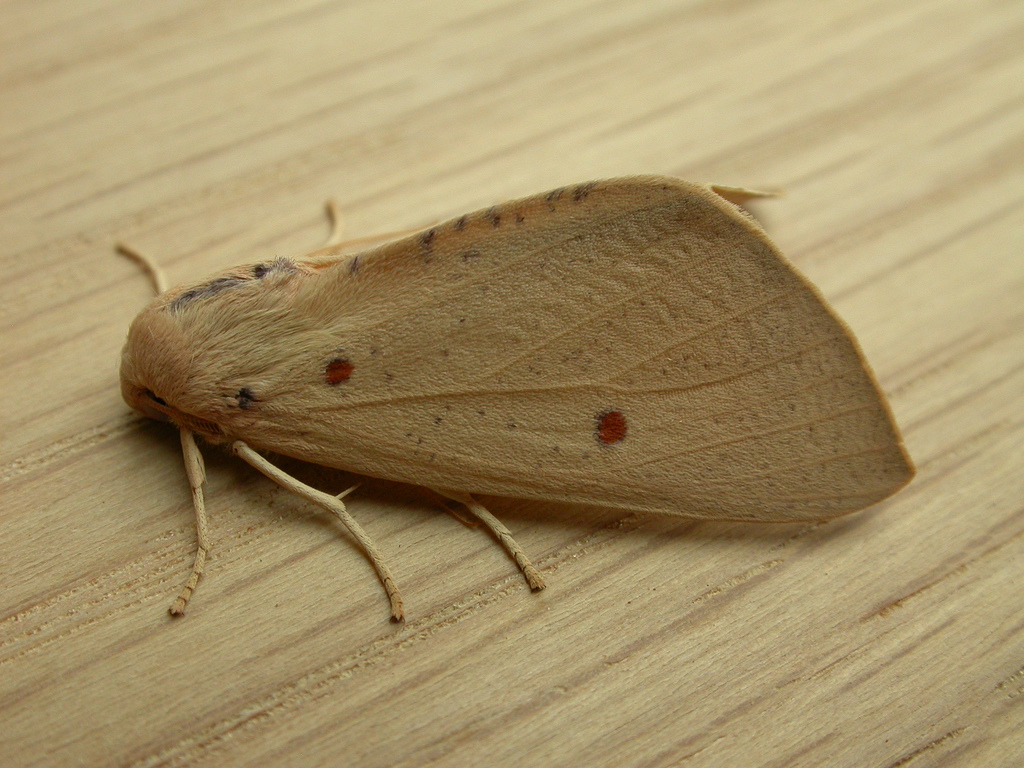

## Synonyme
- Mnesampela fucata